# Eduardo Mace
Eduardo Mace (Elichirigoity), nascido em 1966 no Brasil, é um empresário anglo-brasileiro, pioneiro do software multimídia, desenvolvedor, editor e autor multimídia. Atuou no Brasil de 1989 em diante na formação do mercado de mídia digital, tendo desenvolvido - através da sua empresa ATR Multimedia - o primeiro software multimídia disponível no Brasil (1990), o primeiro CD-ROM no Almanaque Abril de 1994, os primeiros games multimídia brasileiros - Master Multimídia e Casseta & Planeta em Noite Animal de 1995.
De 1994 a 1998 publicou mais de uma centena de títulos de referência, infantis, games e educativos em CD-ROM. Fundou em 1999 um portal de educação - o Edulink - em iniciativa fracassada após o estouro da bolha de internet de 2000.
Nos anos de 2001 e 2002 atuou como conselheiro da Secretaria do Livro e Leitura do Ministério da Cultura com participação na coordenação dos trabalhos do FUST (Fundo de Universalização dos Serviços de Telecomunicações), apoiando a inclusão digital bibliotecas e escolas públicas através de programas de instalação de equipamentos e capacitação digital da SocInfo do Ministério da Ciência e Tecnologia.
De 2003 em diante através da sua empresa Log On (fundida com a ATR em 1998), distribuiu importantes catálogos de vídeo nacionais (TV Cultura e outros) e estrangeiros (BBC, History, National Geographic, entre outros). Inovou no mercado de vídeo doméstico pelo grande número de lançamentos, mais de 3 mil títulos, e pelos formatos infantis como MiniDVD e DVDBook, tornando a Log On uma das principais distribuidoras de DVD a partir de 2009.
Ainda pela Log On lançou em 2009, como DX Kids, a primeira plataforma de SVOD (vídeo sob demanda por assinatura) do Brasil, um produto infantil, que em 2010 ganhou o nome de Clube DXTV.

## Plataformas
Em 2008, inventou, desenvolveu e patenteou um navegador audiovisual chamado DX que adotava o modelo de consumo televisivo, com vídeos rodando como sinais de TV, mas com interatividade na navegação entre e intra vídeos. O DX tornou-se a partir de 2010 uma plataforma para distribuições de vídeo sob demanda e ao vivo, tendo como principais parceiros de conteúdo o Esporte Interativo no Brasil e o SBT no mercado internacional.
De 2014 em diante começou a trabalhar com aplicações da teoria das redes complexas para internet e desde então desenvolve plataformas de software com e-marketplaces para diversos segmentos do mercado mobile, em parceria com empresas brasileiras e americanas.